# 你不會懂 (歌曲)
〈你不會懂〉是香港女子團體Twins成員鍾欣潼睽違四年國語新作品，亦是電視劇《動物系戀人啊》片尾曲。歌曲於2018年3月27日iTunes、KKBOX、QQ音樂正式發行。 MV亦於同日音悅台、騰訊視頻、Youtube同步推出。

## 單曲介紹
愛情，就像一個小型動物世界，你強我弱，你追我趕。相戀著的戀人啊，是像是一場雙人角力，物競天擇強者生存，還是像是一艘雙人小艇，同舟共濟乘風破浪？
鐘欣潼（阿嬌）獻唱《動物系戀人啊》片尾推廣曲〈你不會懂〉，由陳子龍作曲，宋揚作詞，訴說了一個松鼠系女孩的心聲，也許跟男友有誤會未解開，也許是吵架了未和好，也許是喜歡卻遲遲不敢說出口……她期待著浪漫的愛情，卻也有點膽小、有點脆弱、有點患得患失、有點優柔寡斷。

## 曲目
| 曲序 | 曲目     |      | 作曲   | 编曲   | 时长 |
| ---- | -------- | ---- | ------ | ------ | ---- |
| 1.   | 你不會懂 | 宋揚 | 陳子龍 | 陳子龍 | 3:17 |